# Григорково (Пушкинский район)
Григорково — деревня в Пушкинском районе Московской области России, входит в состав городского поселения Софрино. Население — 18 чел. (2010).

## География
Расположена на севере Московской области, в северо-восточной части Пушкинского района, примерно в 16 км к северо-востоку от центра города Пушкино и 32 км от Московской кольцевой автодороги, на левом берегу реки Талицы бассейна Клязьмы.
В 1,5 км к востоку — Ярославское шоссе М8, в 3 км к югу — Московское малое кольцо А107, в 3 км к западу — линия Ярославского направления Московской железной дороги, в 1 км к северу — её ветка Софрино — Красноармейск. Ближайшие населённые пункты — рабочий посёлок Софрино, деревни Талицы и Щеглово. 

## Транспорт
- 33 (ст. Софрино — Пос. Заречный — ст. Сергиев Посад )
- 34 (ст. Софрино — пл. Ашукинская — Воздвиженское — Мураново — Луговая) [3].

## Население
| 1859 | 1890 | 1899 | 1926 | 2002 | 2006 | 2010 |
| ---- | ---- | ---- | ---- | ---- | ---- | ---- |
| 108  | →108 | ↗115 | ↗127 | ↘22  | ↗27  | ↘18  |

## История
В «Списке населённых мест» 1862 года — владельческая деревня 1-го стана Дмитровского уезда Московской губернии по правую сторону Московско-Ярославского шоссе (из Ярославля в Москву), в 40 верстах от уездного города и 21 версте от становой квартиры, при реке Талице, с 20 дворами и 108 жителями (55 мужчин, 53 женщины).
По данным на 1899 год — деревня Богословской волости Дмитровского уезда с 115 жителями.
В 1913 году — 21 двор.
По материалам Всесоюзной переписи населения 1926 года — деревня Талицкого сельсовета Софринской волости Сергиевского уезда Московской губернии в 1,1 км от Ярославского шоссе и 4,3 км от станции Софрино Северной железной дороги, проживало 127 жителей (63 мужчины, 64 женщины), насчитывалось 26 крестьянских хозяйств.
С 1929 года — населённый пункт в составе Пушкинского района Московского округа Московской области. Постановлением ЦИК и СНК от 23 июля 1930 года округа как административно-территориальные единицы были ликвидированы.
Административная принадлежность
1929—1954, 1962—1963, 1965—1994 гг. — деревня Талицкого сельсовета Пушкинского района.
1954—1957 гг. — деревня Клинниковского сельсовета Пушкинского района.
1957—1959 гг. — деревня Клинниковского сельсовета Мытищинского района.
1959—1960 гг. — деревня Талицкого сельсовета Мытищинского района.
1960—1962 гг. — деревня Талицкого сельсовета Калининградского района.
1963—1965 гг. — деревня Талицкого сельсовета Мытищинского укрупнённого сельского района.
1994—2006 гг. — деревня Талицкого сельского округа Пушкинского района.
С 2006 года — деревня городского поселения Софрино Пушкинского муниципального района Московской области.